# Куликов, Роман Алексеевич
Рома́н Алексеевич Куликов (10 мая 1995, Омск, Россия) — российский и чешский футболист, защитник.

## Биография
Родился 10 мая 1995 года в городе Омскe. В три года переехал с родителями в Чехию.
Во время обучения в школе его и ещё нескольких ребят пригласил в футбольную школу один из тренеров команды. Оттуда он перешёл в «Славию», а чуть позже, в «Дуклу».
9 сентября 2015 года по совету отца перешёл в «Евпаторию» из чемпионата Крыма. Там он сыграл 8 матчей, в 7 из которых вышел в стартовом составе.
С 1 января 2016 года стал игроком латвийского «Даугавпилса». Его дебют в чемпионате Латвии состоялся 13 марта 2016 года в матче с МЕТТА/Латвийский университет.
Летом 2016 года подписал контракт с омским «Иртышом», однако отыграл лишь один матч за фарм-клуб в любительской лиге.

## Семья
Отец Алексей Куликов занимался лыжными гонками и работал тренером в биатлоне. Мать медицинский работник.